# Chippewa Falls
Chippewa Falls è un comune degli Stati Uniti d'America, situato in Wisconsin, nella contea di Chippewa, della quale è anche il capoluogo. Vi fu prodotto il primo supercomputer Cray-1 della nascente Cray Research di Seymour Cray nativo del luogo.

## Origine del nome
Il nome Chippewa viene dall'omonimo popolo di Nativi Americani, anglicizzazione del nome Ojibway, il cui significato più probabile è coloro che arrostiscono fino a raggrinzire, in riferimento all'abitudine di trattare col fuoco il cuoio dei mocassini per renderli impermeabili.

## Nei media
- La cittadina è conosciuta a livello internazionale grazie al film-colossal Titanic di James Cameron, in cui viene citata più volte da Leonardo DiCaprio che interpreta il personaggio di Jack Dawson, un artista squattrinato nativo del luogo.
- Viene citata nel film Io e Annie di Woody Allen come città di provenienza di Annie Hall, protagonista femminile del film, interpretata da Diane Keaton.
- Viene citata nella serie Stargate Atlantis nella stagione 4, episodio 7 come città natia del personaggio di Jennifer Keller.